# Orthogeomys hispidus
Orthogeomys hispidus е вид бозайник от семейство Гоферови (Geomyidae).

## Разпространение
Видът е разпространен в Белиз, Гватемала, Мексико и Хондурас.